# Mauro Marinello
Mauro Marinello (Ivrea, 1º novembre 1962) è un regista televisivo italiano.

## Biografia
Ha iniziato ad occuparsi di televisione nel 1978 presso emittenti private. Trasferitosi a Milano, dal 1984 al 1994 la sua attività è quella di operatore chyron, operatore al graphic computer e di mixer video. Tra gli eventi a cui collabora in questi anni ci sono: Telegatto '93, Festivalbar (dal 1992 al 2002), Premio Italiano della Musica (PIM), Galà della pubblicità, Il processo di Biscardi, Zelig.
Dal 2000 inizia a curare la regia di eventi sportivi e di programmi televisivi, come: Campionato di calcio serie A, Champions League, Aaa Cercasi Uomo (Fox Life), Galà della pubblicità (2005), Ramazzotti Stileliberotour, Ramazzotti Tour Nove.
Dalla stagione 2005-2006 approda alla regia di Striscia la notizia. 
Nell'estate 2006 e 2007 cura la regia di Cultura moderna e nel 2008 la quarta edizione di Veline.
Nell'estate del 2009 ha diretto Juliana Moreira e il Gabibbo in Paperissima Sprint Estate, nell'estate 2010 ha curato la regia di Velone condotto da Enzo Iacchetti e nelle estati 2011, (2013 - 2017) le edizioni di Paperissima sprint condotte dal Gabibbo, Giorgia Palmas, Vittorio Brumotti, Maddalena Corvaglia.
Nell'estate 2012 ha diretto la sua seconda edizione di Veline condotta nuovamente da Ezio Greggio.